# Gertruda (jezioro)
Gertruda – jezioro morenowe w woj. wielkopolskim, w powiecie międzychodzkim, w gminie Miedzychód, w obrębie wsi Gorzycko, leżące na terenie Pojezierza Poznańskiego.

## Dane morfometryczne
Powierzchnia zwierciadła wody według różnych źródeł wynosi od 27 ha.
Jezioro jest jednym z 4 jezior w obrębie sołectwa Gorzycko, przy czym zajmuje 3 lokatę pod względem powierzchni wśród danych akwenów.

## Hydronimia
Według urzędowego spisu opracowanego przez Komisję Nazw Miejscowości i Obiektów Fizjograficznych (KNMiOF) nazwa tego jeziora to Gertruda. 
Nazwa jeziora pochodzi od żeńskiego imienia pochodzenia germańskiego – Gertruda.